# Spumatoria longicollis
Spumatoria longicollis — вид грибів, що належить до монотипового роду Spumatoria.